# Marta Farrés
Marta Farrés Falgueras (Sabadell, 30 de septiembre de 1981) es una política española del Partido de los Socialistas de Cataluña (PSC), alcaldesa de Sabadell desde 2019.

## Biografía
Nacida el 30 de septiembre de 1981 en Sabadell, se licenció en Ciencias Políticas y de la Administración por la Universidad Autónoma de Barcelona (UAB) y se diplomó en Relaciones Institucionales y Protocolo por la Universidad Pompeu Fabra (UPF). Militante desde 2003 del Partido de los Socialistas de Cataluña (PSC), se convirtió en concejala del Ayuntamiento de Sabadell ese mismo año, llegando a ejercer de responsable de Juventud, Igualdad y Relaciones Ciudadanas del consistorio presidido por Manuel Bustos Garrido. Cabeza de lista de la candidatura del PSC de cara a las elecciones municipales de mayo de 2019 en Sabadell, Farrés, electa concejala, fue investida el 15 de junio alcaldesa del municipio —siendo la candidata de la lista más votada— con una mayoría simple de los concejales del pleno. El PSC había llegado con anterioridad a un acuerdo de investidura con Marta Morell, la única concejala de Podemos, que pese a no haber llegado a la mayoría absoluta, impedía una mayoría alternativa.
En 2019 fue citada a declarar en relación con las investigaciones del Caso Mercurio, que afectavan al anterior alcalde socialista de la ciudad, Manuel Bustos.
En las elecciones municipales de 2023 revalidó la alcaldía con una mayoría absoluta.